# لیکوی افغانی

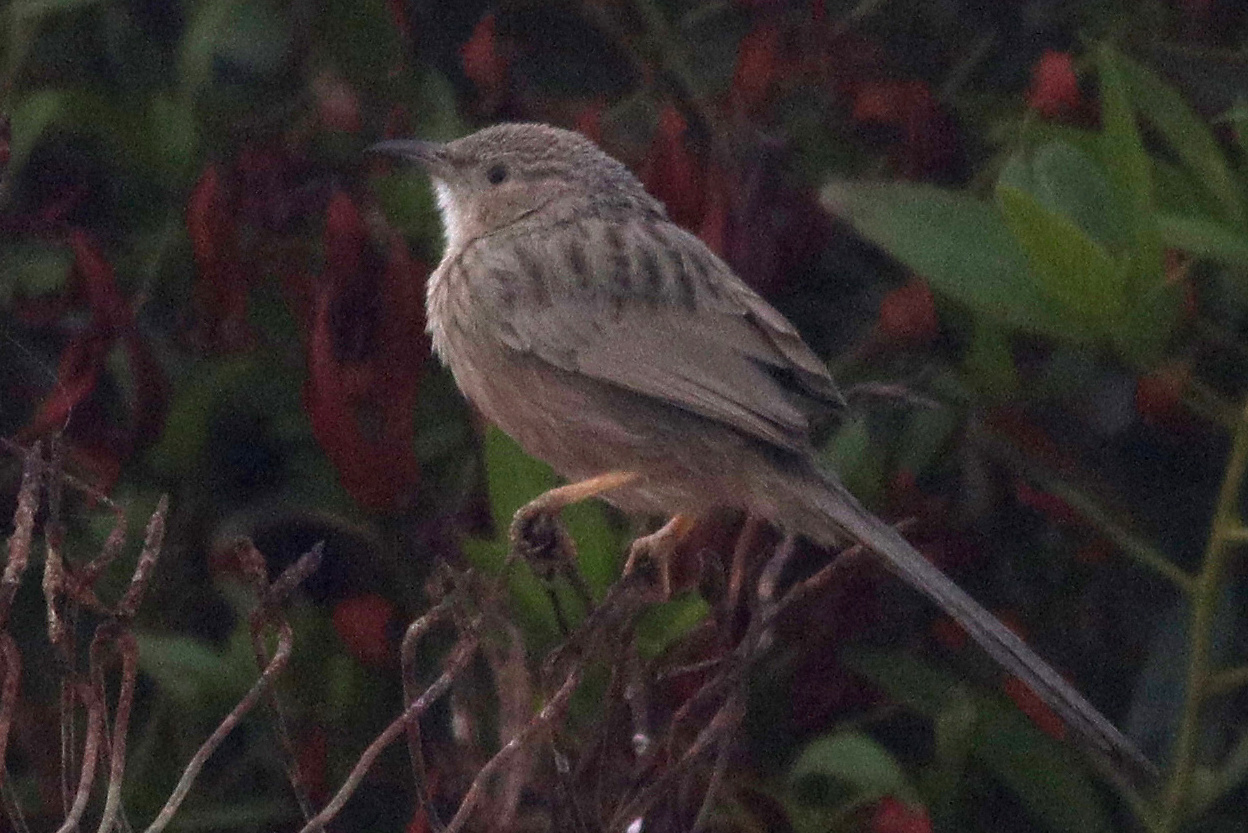
تصویری از لیکوی افغانی

لیکوی افغانی (نام علمی: Turdoides huttoni) نام یک گونه از سرده لیکوها است.